# Теракт в ресторане «Максим»
Теракт в ресторане «Максим» в Хайфе (Израиль) был совершён палестинкой Ханади Джарадат путём самоподрыва 4 октября 2003 года. 21 мирный житель был убит и 60 получили ранения. Среди пострадавших две семьи и четверо детей, в том числе двухмесячный малыш.
Ресторан, расположенный на берегу моря недалеко от южной границы города Хайфы, часто посещали как местные арабы, так и евреи, и многие считали его символом мирного сосуществования в Хайфе.
Ответственность за нападение взяла на себя исламистская вооружённая организация «Палестинский исламский джихад». Интерьер помещения был разрушен взрывом; ресторан был восстановлен через семь месяцев после теракта.

## Предыстория
Ресторан «Максим» — это пляжное заведение общественного питания, расположенное недалеко от южного въезда в Хайфу. Он находится в совместном владении евреев и арабов-христиан и известен как символ сосуществования.
Ресторан предлагает средиземноморское меню, включающее мясо и рыбу. Он имеет большую аудиторию постоянных посетителей и по субботам в основном полон.

## Теракт
В субботу, 4 октября 2003 года в 14:10 28-летняя палестинская террористка-смертница Ханади Джарадат взорвала в самом центре ресторана пояс со взрывчаткой, который она внесла в арабо-еврейский ресторан «Максим» в Хайфе. От взрыва на месте погибли 15 человек и десятки посетителей получили ранения. Позже от ранений скончались ещё 6 человек, в результате чего количество убитых увеличилось. В итоге 21 израильтянин (18 евреев и 3 араба) были убиты и ещё 60 ранены. Сотрудники ресторана (арабы) также получили ранения. Были убиты четверо сотрудников ресторана, в том числе охранник и один из владельцев. Бомба включала в себя металлические фрагменты, упакованные вокруг ядра взрывчатого вещества, которые разлетелись по ресторану, что привело к максимальному летальному эффекту. По данным источников в полиции Хайфы, последствия были ужасающими: некоторые из мертвых все ещё сидели за своими столами, в то время как другие, в том числе дети и младенцы, были прижаты к стенам. Из-за силы взрыва от Джарадат осталась только её голова.
Среди пострадавших две семьи и четверо детей, в том числе двухмесячный малыш. В результате взрыва легкие ранения получили три представителя «Маккаби Хайфы».

## Террористка
Террористка-смертница, 28-летняя Ханади Джарадат (араб. هنادي تيسير عبد المالك جردات‎) из Дженина стала шестой женщиной-смертницей Интифады Аль-Акса и второй женщиной, завербованной Исламским джихадом.
На момент теракта Джарадат была студенткой юридического факультета и через несколько недель должна была получить квалификацию юриста. Согласно статье в газете «Гаарец», основанной на арабских СМИ и интервью с израильскими и арабскими источниками, она согласилась на взрыв после того, как агенты под прикрытием Армии обороны Израиля в Дженине убили её двоюродного брата (Салах, 34 года) и её младшего брата (Фади, 25), так как те были боевиками «Исламского джихада», а Салах был ко всему ещё и старшим членом группировки «Бригады Аль-Кудс». Когда ей был 21 год, её жених был убит израильскими силами безопасности.

## Ответные действия
На следующий день после теракта израильская армия разрушила дом семьи Джарадат и дома двух соседей. В ответ на нападение, которое, по утверждению Израиля, было запланировано в штаб-квартире палестинского исламского джихада в Дамаске, тренировочный лагерь террористов в Айн-эс-Сахебе подвергся бомбардировке четырьмя самолётами израильских ВВС. Во время удара один человек получил ранения и были уничтожены боеприпасы.
Джамаль Махаджне, араб израильского происхождения из Умм-эль-Фахма, был арестован через несколько часов после нападения за то, что отвез Джарадат к месту назначения. Махаджне регулярно брал плату за незаконную доставку палестинцев в Израиль, используя свое израильское удостоверение личности для беспрепятственного пересечения границы. Он признался в своих действиях агентам ШАБАКа, и 10 ноября окружной суд Хайфы предъявил ему обвинение в соучастии в убийстве и других преступлениях, связанных с его незаконной деятельностью.
7 ноября войска Армии обороны Израиля арестовали высокопоставленного боевика «Исламского джихада» Амджада Абейди, который планировал нападение и ряд других терактов, во время операции в Дженине. Комплекс, в котором скрывался Абейди, был обнаружен и обыскан, там нашли тайник с оружием. После того, как в тайник была брошена граната, Абейди был легко ранен и сдался. Когда солдаты покинули Дженин вместе с Абейди, палестинские боевики открыли по ним огонь, и солдаты открыли ответный огонь. Один боевик, член «Бригад мучеников Аль-Аксы», был убит. Абейди передали в ШАБАК для допроса. В результате Башар Асад приказал руководству организации ХАМАС в Сирии, в том числе Халеду Машалю, покинуть Сирию.
В 2017 году Оран Альмог, одна из жертв нападения, обратился к Совету Безопасности ООН с требованием, чтобы Палестинская администрация прекратила стимулировать терроризм путем выплаты стипендий террористам.

## Официальные реакции
Премьер-министр Израиля Ариэль Шарон заявил, что Израиль возлагает ответственность за нападение на председателя Палестинской национальной администрации Ясира Арафата. Арафат в ответ осудил теракт. Президент США Джордж Буш осудил нападение, назвав его «убийственным действием» и «подлым нападением».

## Последствия
В ответ на действия дочери её отец Тайсир отказался от всех соболезнований по поводу её смерти, вместо этого заявив, что гордится тем, что сделала его дочь, и что «я приму только поздравления с тем, что она сделала. Это был подарок, который она сделала мне, моей Родине и палестинскому народу».
В 2004 году Дрор Фейлер, еврей с левыми взглядами, в Стокгольме создал инсталляцию «Белоснежка и безумие правды». Для этого он налил в бассейн кроваво-красную жидкость и добавил туда лодку с фотографией террористки Ханади Джарадат. На это посол Израиля в Швеции Цви Мазель заявил, что это оправдание терроризма и практически уничтожил инсталляцию. Мазеля поддержал и премьер-министр Израиля Ариэль Шарон.
В октябре 2012 года Союз арабских юристов вручил высшую награду Ханади Джарадат и послал делегацию к её семье, чтобы передать им награду. Айман Абу Эйше, член палестинского комитета Союза арабских юристов, объяснил, что адвокаты гордятся Джарадат, а взрыв террористки-смертницы был «в защиту Палестины и арабской нации».
Хотя интерьер ресторана был разрушен во время нападения, его быстро отстроили и открыли вновь в течение нескольких месяцев. Рядом с рестораном установлен памятник в память о жертвах теракта.

### Комментарии
1. ↑  Палестинский исламский джихад признан террористической организацией в Европейском союзе, Австралии, Великобритании, Израиле, Канаде, Новой Зеландии, США и Японии.